# Val-de-Roulans
Val-de-Roulans är en kommun i departementet Doubs i regionen Bourgogne-Franche-Comté i östra Frankrike. Kommunen ligger i kantonen Roulans som tillhör arrondissementet Besançon. År 2022 hade Val-de-Roulans 197 invånare.

## Befolkningsutveckling
Antalet invånare i kommunen Val-de-Roulans
Referens:INSEE